# Budzas
Pour les articles homonymes, voir Mbuza (homonymie) et Budza.
Les Budja, Budza ou Mbuza, (parfois francisé Boudjas) sont un peuple de la République démocratique du Congo. Ils se situent principalement dans la province de la Mongala et le secteur et commune de Bumba. Les Budja les habitants limitrophes de la partie nord du fleuve Congo.
Le Territoire de Bumba possède des villages tels que Bandala, Yamisiko, Yapaka, Yakenge, Bonzo, Kwanza, Monzamboli, Manga, Ebonda (un centre missionnaire de protestant), Yaligimba, Yakoma, Yakoloko et beaucoup d’autres. Ce peuple a constitué la majorité de la force publique du Congo lors de l'indépendance; et raison pour laquelle, plusieurs hauts gradés de l'Armée en sont issus, notamment des généraux qui occupèrent le poste de Chef d'États Majors Généraux du Congo-Kinshasa.

## Histoire
Les Budza originellement dans le Bas-Uele avant l'arrivée des arabes, mais ont été poussés à migrer par les Azande, et les Babati eux-mêmes poussés par les Arabes au XVIIIe siècle. 
Selon la tradition orale, les Budza ont deux frères comme ancêtres. Le premier appelé Budja ou Budza, et le second Eloa, un guerrier vaillant. Les descendants d’Eloa sont appelés Budja Eloa, et les descendants de Budza, simplement Budza.
Eloa est un lointain ancêtre patrilinéaire dont on sait peu de choses sur lui. Ses descendants, les Budja Eloa habitent la partie Nord du territoire de Bumba. Ils vivaient à l'origine dans la région de l'Uélé. Malgré leur victoire sur les Azande, les Budja du groupe Yalisika quittèrent la région et émigrèrent vers le sud-ouest en traversant la rivière Itimbiri. Dans la recherche de meilleures terres, ils s'établirent vers 1870 aux sources de la Dua, puis se répandirent en suivant le cours de la rivière et fondèrent plusieurs villages mais ils firent face aux Ngbandi du territoire d'Abumombazi qui les attaquèrent. Eseko et ses hommes de guerre leur infligèrent une défaite cinglante qu'ils ne revinrent plus jamais. Puis vinrent en 1880 les esclavagistes arabo-swahili appelés Batambatamba. Malgré leurs armes à feu, les Budja du groupe Yalisika les battirent à plate couture et récupérèrent les armes sur l'ennemi...  
Terriens par opposition à leurs frères riverains, leur territoire est clairement défini. Selon l'arrêté royal du 28 mars 1912 confirmé par l'ordonnance du gouverneur général du 1er mars 1913, le territoire des Budja Eloa avait  comme chef-lieu Mombongo. Il était limité au nord par le territoire de l'Eau blanche (chef-lieu: Abumombazi), au sud par les territoires Budja (chef-lieu: Mondjamboli) et le territoire Molua (chef-lieu : Bumba), à l'est par le territoire Lese (chef-lieu : Mandungu) et à l'ouest par le territoire de l'Eau noire (chef-lieu : Monvenda).  
En 1915, les territoires furent réduits. Ils passèrent de 20 à 14. Les uns furent supprimés ainsi que leurs noms, les autres fusionnés. Le territoire des Budja-Eloa  et celui des Budja fusionnèrent et formèrent le territoire de Mondjamboli (chef-lieu : Mondjamboli).  
Au début du XXe siècle, les Budja sont connus pour leur hostilité vis-à-vis des autorités de l’État indépendant du Congo qui ont imposé le transport d’ivoire et de caoutchouc, ils se révoltent d'ailleurs de 1903 à 1905,.

## Langues
Le parler des Budja Eloa
Le ligenza [ lgz ] est une langue bantoue parlée au nord-ouest de Bumba par les Bagenza. Le parler des Budja Eloa appelé ligenza ou mieux egenza, la prononciation la plus usuelle telle qu'articulée par les locuteurs natifs dont est issu l'auteur (Gilbert Aonga Ebolu) est une  variante dialectale apparentée aux trois dialectes à savoir lingombe parlé par les Ngombe, ligenza parlé par les Bagenza et libenza parlé par les Babenza. Les limites entre lingombe, ligenza et libenza sont compliquées. Les trois tribus se comprennent. Une question se pose : comment les Budja Eloa ont-ils délaissé l'ebudja au profit d'egenza ? D'après Gustave Hulstaert (1900- 1990), missionnaire belge, spécialiste des langues et littératures africaines, des changements linguistiques se sont opérés au cours des migrations. Certains groupes ont délaissé progressivement, parfois même rapidement, leur langue au profit de la langue de leurs voisins avec qui ils vivaient en bonne intelligence. D'où l'influence réciproque que les uns ont exercé sur les autres. Le ligenza a rayonné sur ses voisins, en particulier sur les Budja Eloa qui ont fini par emprunter cette langue. Cela ne doit nullement étonner, puisqu'on est dans le domaine de l'activité humaine qui est chose éminemment vivante et donc variable à l'infini. Le ligenza est aussi parlé à Bolupi et à Bokutu près de la mission catholique de Boyange.   
Entre l'ebudja et l'egenza, les différences ne sont pas considérables. (Par exemple : essindje signifie habit, vêtement en ebudja et essendja en egenza; wopunga en ebudja tandis que mopunga en egenza signifie riz). Les Budja Eloa sont appelés parfois les « Abo Abo », dérivé de mbi nilogi bo (moi, je dis). Bref, egenza est une autre forme de ligenza.  

## Noms
Le groupement de Yalisika
Plus près de nous fin XIXe siècle, début XXe siècle, il y a eu Eseko, un autre guerrier Budja Eloa, fils de Mongangu et de Mamosebeni, originaire de Bondongo, groupement de Yalisika. Farouche opposant à la colonisation, il devint célèbre  pour sa résistance aux Arabisés et aux Européens. En 1870, il infligea une défaite cuisante aux "Butu", les Ngbandi d'Abumombazi. En 1880, il battit les Batambatamba, esclavagistes arabo-swahili venus de Falls (Kisangani) afin de se mesurer à lui. Il prit les armes à feu sur l'ennemi. Les Budja dits Yalisika peuplent le groupement de Yalisika. Depuis les sources de la Dua, celui-ci se compose des villages que voici dans le sens est - ouest : Bosanga, Yamadzo, Bokombo, Yamahimbi, Yamuha, Bondongo, Bwehe, Yamono, Bombeka et Bongolu. L'actuel chef de groupement s'appelle  Maurice Ambena Junior(2018). 
Sur le plan linguistique, chez les Budja Eloa, Ya, Bo et Boso sont des préfixes qui signifient : fils de, gens de, descendant de, originaire de, appartenant à. Placés au début d'un nom propre, ils signifient : descendant de, gens de. Suivis du nom propre, ils indiquent la filiation. C'est ainsi que la plupart des noms de villages commencent par Ya ou Bo ou encore Boso pour désigner la descendance. Exemple : Yabia signifie descendant d'Abia; Bondunga signifie descendant de Ndunga et Boso Lisika signifie descendant de Lisika. Lihau ya Bisebi signifie Lihau fils de Bisebi, etc. Le substantif Litungu s'emploie aussi pour désigner un groupement, par exemple : Litungu la Elumba signifie le clan d'Elumba. Le nom Moseka signifie jeune fille mais il peut s'employer aussi comme déterminatif, par exemple moseka Budja : fille de Budja. Son contraire est mwenga qui signifie jeune homme. Chez les Budja, en plus du préfixe Ya , on emploie le préfixe Monga, par exemple : Monga Makundu, fils de Makundu.   
Les noms propres très fréquents chez les Budja Eloa: Abia, Abuba, Adogo, Adoula, Alunga, Ambalu, Ambena, Ambele, Ambwa, Angumo, Atundu, Aundu, Bassiala, Bosa, Botulu, Djonga, Ebele, Eboma, Ebonda, Ebwa, Ekutsu, Elenga, Elumba, Epote, Enzongo, Esande, Eyenga, Ezando, Lieko, Lihau, Lisika, Lingango, Litungu, Maamomi, Mabe, Madjo, Magbeta, Maboso, Mahungu, Makambo, Makundu, Mangaya, Mangongo, Mangbau, Mbangisa, Mbongo, Mbuli, Mambune, Moleka, Monama, Mongali, Monzia, Mopotu, Mosala, Motuta, Ndongo, Nzia, Tinda, Mwano, Limbaya, Makele, Lihita, Epombo, Moloka, Ewonda, Aluha, Eganga, Kutu etc.
Certains noms ont une signification, tels par ex. : Mopotu : village abandonné; Litungu : clan; Ndiwa ou Memba : sorcier; Nzia : chemin, voie; Ekutsu : ce qui a une odeur; Maboso et Mangongo : le premier et le deuxième des jumeaux; Motuta : enfant né après les jumeaux, peu importe le sexe; Magbeta et Monama : arc-en ciel ou génie; Mongali : Dieu; Tinda : enfant dégagé en position de siège ou par les jambes; Djonga : maléfice; Ndongo: critique, calomnie (à ne pas confondre avec ndóngó = maïs); Botete : stérilité.

## Culture
Comme d’autres cultures de la région, lorsqu’un membre de la famille n’a pas d’enfant, il ou elle reçoit la charge d’un enfant d’une sœur ou d’un frère si ce dernier en a plusieurs.
Les veuves, lorsqu’elles ont eux un ou plusieurs enfants avec leur mari, reste avec la famille et dans le village de celui-ci, car les enfants sont considérées comme membre de la famille de leur père.
Traditionnellement, les Budjas étaient polygames, mais seuls les chefs pouvaient généralement se permettre d’avoir plusieurs femmes. En cas de décès, la veuve pouvait accepter d’épouser un des frères de son défunt mari.
Chez les Budjas Eloas, le lévirat, la coutume selon laquelle l'épouse d'un homme devient à sa mort l'épouse de son frère cadet,  se meurt. Par ailleurs, le code de l'honneur interdit de coucher avec la même femme que son frère.
Les Budjas sont connus pour le malemba (libulia ou mabulia en kimbuza), un plat à base de manioc bouilli, puis râpé et trempé afin de diminuer l'acidité.
La danse traditionnelle budja est appelée engundele.

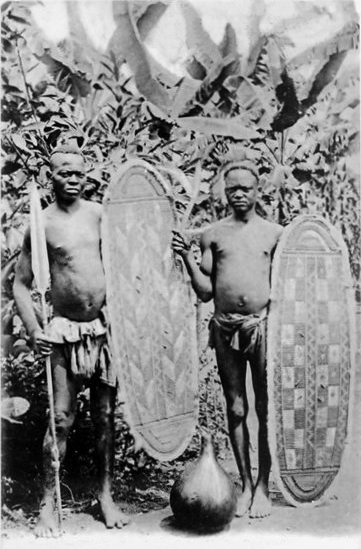
Guerriers budzas vers 1907
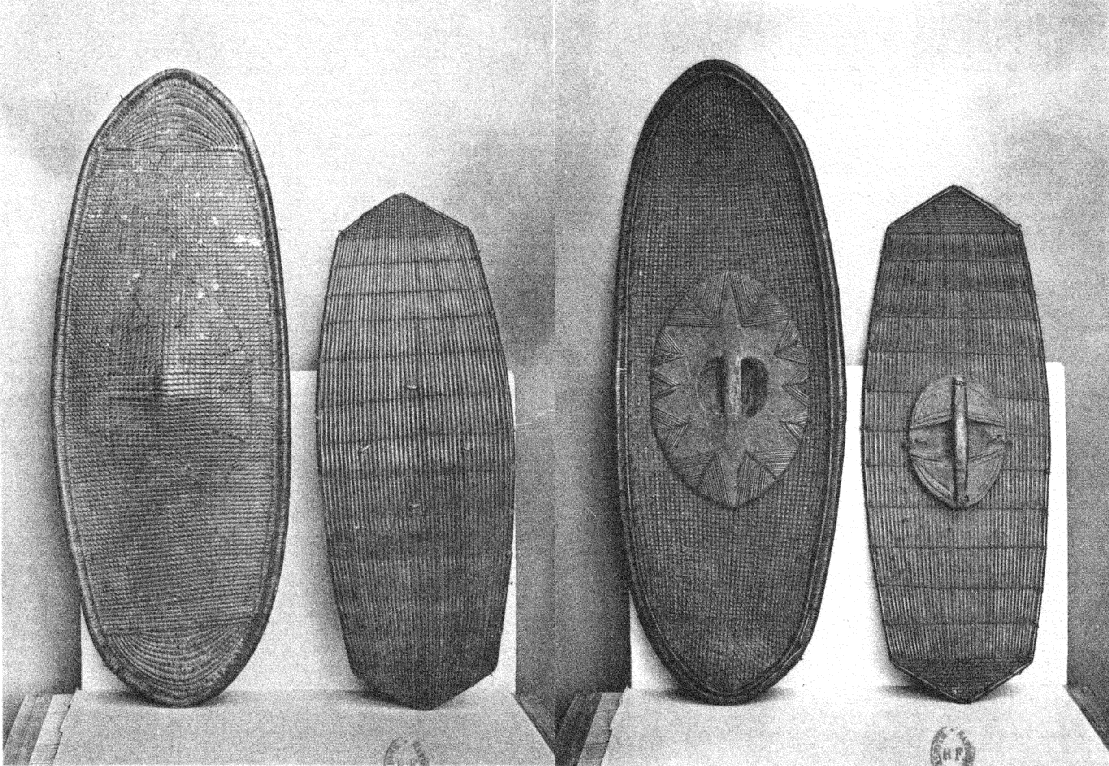
Boucliers traditionnels budzas
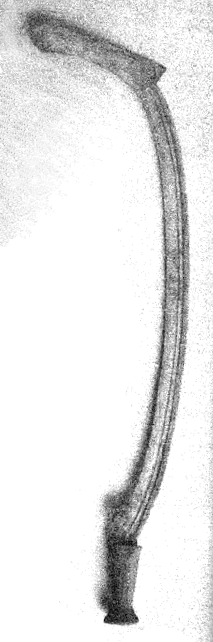
Sabre budza traditionnel
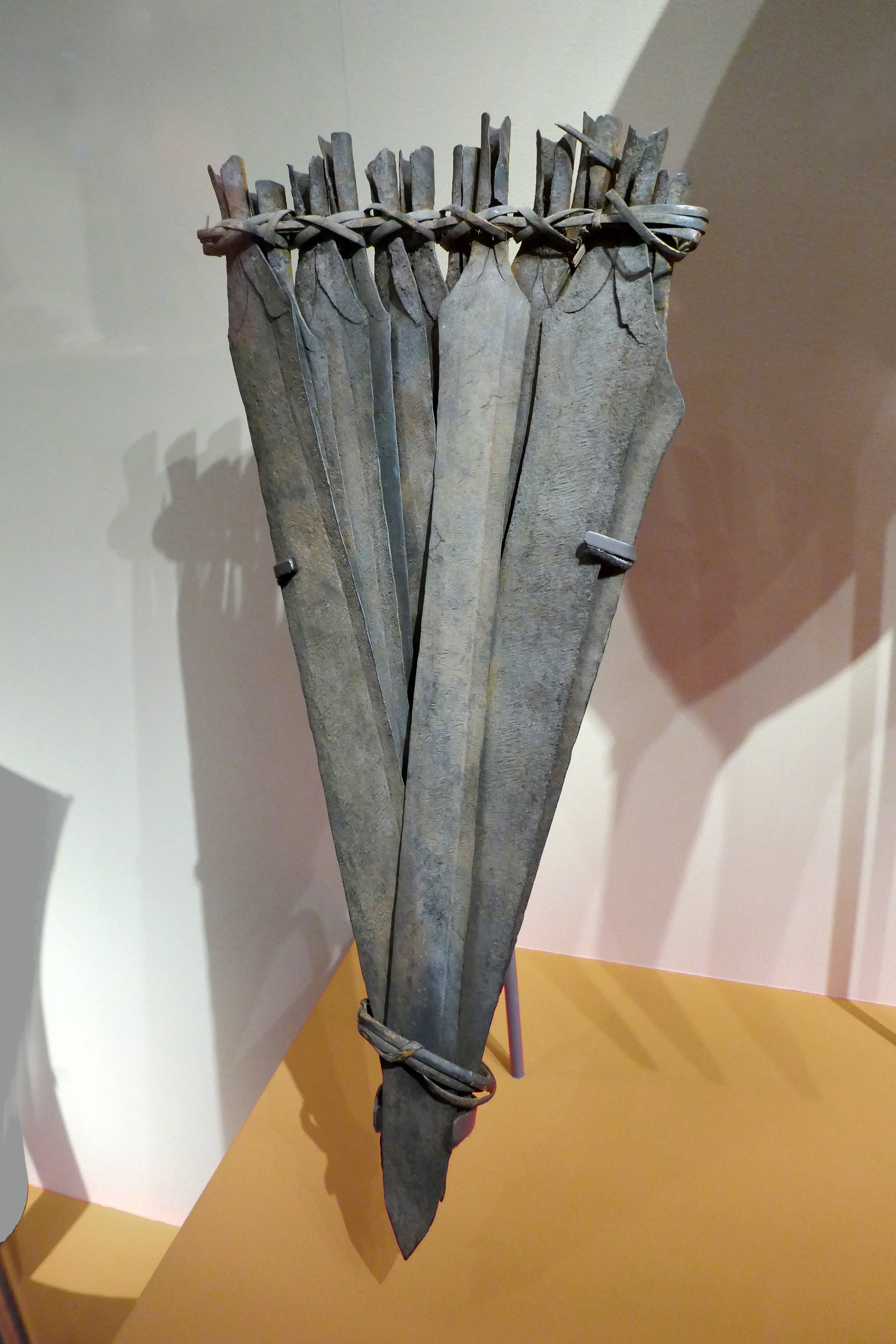
Monnaies de compensation matrimoniale en forme de fer de lance (adjenge).

## Personnalités
- général Félix Budja Mabe[réf. nécessaire]
- Eseko, grand-chef traditionnel
- André Genge, journaliste et politicien[6]
- Marcel Lihau, constitutionnaliste
- Jeannine Mabunda, politicienne[7]
- général Mahele Lieko[8]
- Hilaire Mayamba monga Liwanda, homme politique
- Muissa Monga Lihombo camille Auguste, Journaliste et écrivain